# Zitadelle von Münster

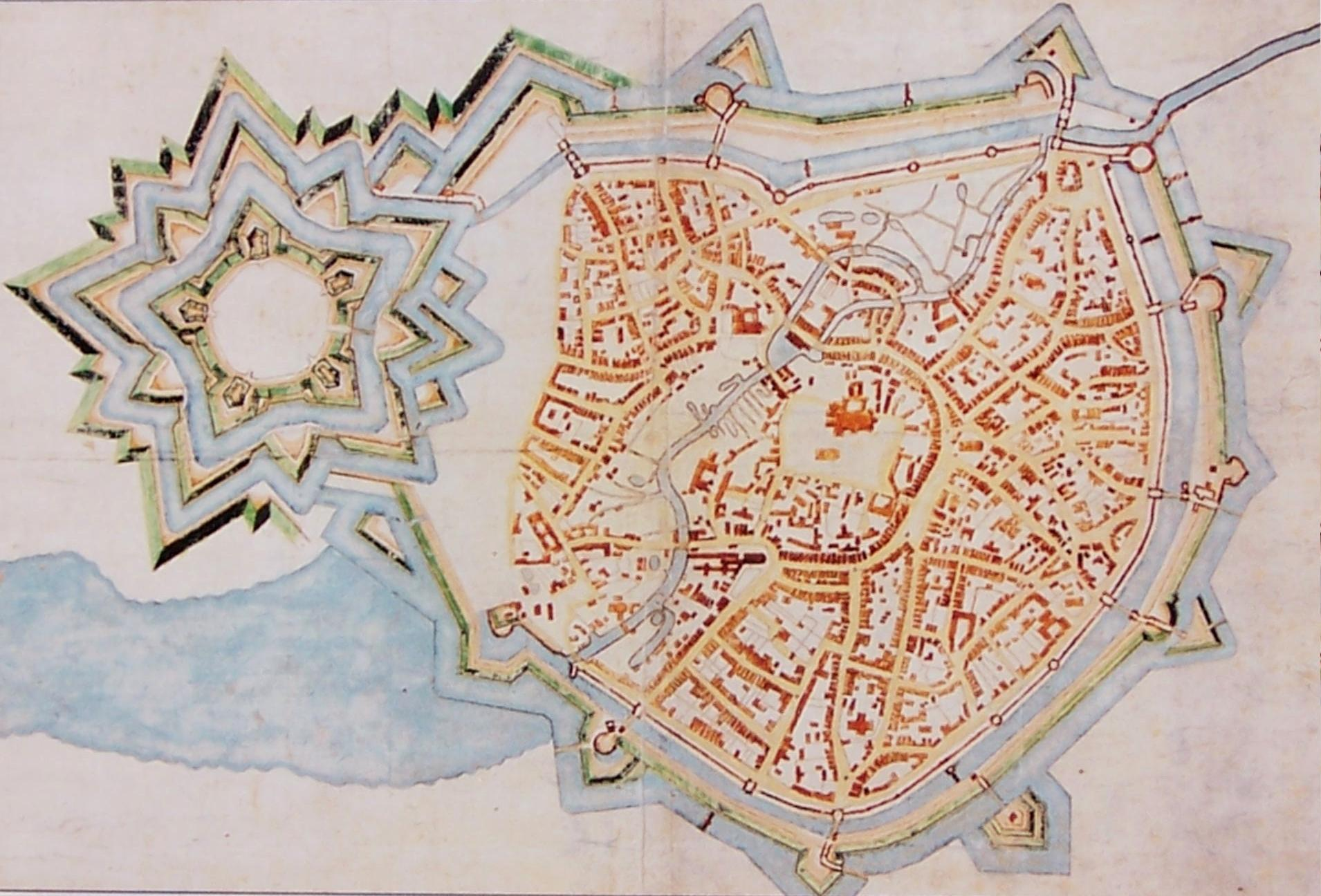
Zitadelle von Münster

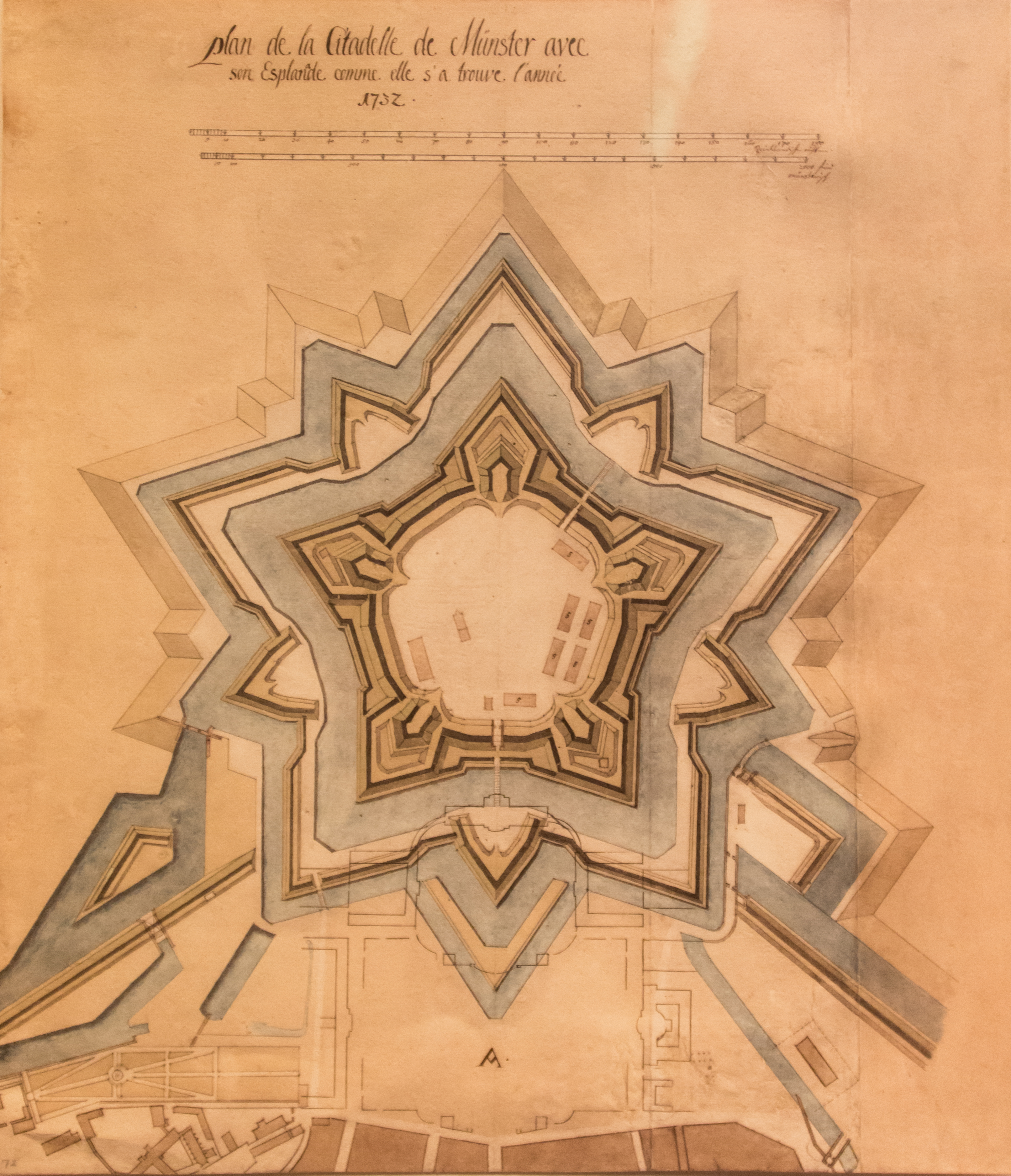
Planzeichnung der Zitadelle, angefertigt von Johann Conrad Schlaun

Die Zitadelle von Münster war eine Bastionärbefestigung in Münster.

## Geschichte
Fürstbischof Christoph Bernhard von Galen errichtete die Zitadelle von April 1661 bis Mai 1662. In der Form eines Fünfecks schützte sie sowohl vor äußeren Feinden als auch vor der Bevölkerung der Stadt. Die Westflanke der Stadtmauer aus der Zeit der Staufer musste entfernt werden. Um die Stadt mit der Festung zu verbinden, wurden der nördliche und der südliche Mauerverlauf bis zur Zitadelle verlängert. Dies war die erste Stadterweiterung seit dem Bau der Stadtmauer. Zwischen Zitadelle und Stadt entstand der spätere Schlossplatz, der als Esplanade diente. Der „große Platz“ hieß später Neuer Platz oder Neuplatz. In der Zitadelle befanden sich  Truppenunterkünfte, Stallungen, Magazine, ein Zeughaus und eine Kapelle. 1662 waren auf ihr 450 Reiter stationiert. Die Zitadelle erlebte nur einen Kriegseinsatz im Siebenjährigen Krieg und geriet 1759 unter schweren Beschuss. Durch die Höhe ihrer Wälle und die Lage vor der Stadt war sie für Feuerwerke bestens geeignet.
Die Schleifung der Zitadelle erfolgte nach dem Ende des Kriegs 1764 unter Fürstbischof Maximilian Friedrich von Königsegg-Rothenfels. Ab 1767 wurde das von Johann Conrad Schlaun begonnene Fürstbischöfliche Schloss Münster hier errichtet. Die ehemaligen Bastionen der Zitadelle sind im Luftbild noch gut erkennbar. Auf dem Gelände der Zitadelle angelegt wurde 1784 der sternförmige, von einer Gräfte gesäumte Schlossgarten, der Botanische Garten Münster.